# Astragalus devesae
Astragalus devesae är en ärtväxtart som beskrevs av Talavera, A.Gonzalez och Ginez Alejandro Lopez Gonzalez. Astragalus devesae ingår i släktet vedlar, och familjen ärtväxter. Inga underarter finns listade i Catalogue of Life.